# MotoGP (コンピュータゲーム)
MotoGP（モトジーピー）とは、ロードレース世界選手権を再現したレースゲームおよびそのシリーズ。
「MotoGP」自体が同選手権およびその最高峰クラスの名称であり、名称が個々のメーカーにライセンス供与されているため、同一名称でもプラットフォームにより開発・販売元が異なる。
なお、文中の発売日は日本市場のもの。

## PS2版
ナムコレーベルから発売。『2』『3』でのイメージキャラクターは吉乃ひとみ。レーサーが予習に使う、とも言われる。
- MotoGP　2000年9月発売

1999年シーズンの500ccクラスを再現。収録サーキット数は5（ツインリンクもてぎ、ドニントン・サーキットが追加）。
1999年に同社がリリースした『500GP』のリメイク移植。移植に当たって上記コースの他、隠しキャラクターや実際のプレス写真の収集要素が追加。登場するライダーは総勢20名以上。
細かな点では『500GP』では完全に再現されていなかった鈴鹿サーキットのシケインが、実際のシケインと同様の形状に変更されている。
- MotoGP2　2001年12月発売

2000年シーズンの500ccクラスを再現。収録サーキット数は10（ブガッティ・サーキット、ムジェロ・サーキット、カタロニア・サーキット、TTサーキット・アッセン、ザクセンリンクが追加）。
新たな要素として、レインコンディションとなる雨が追加された他、ケニー・ロバーツ等の往年のGPライダー5人がライバルとして登場する「レジェンズモード」が追加（「レジェンズモード」以外でも往年のGPライダーは使用可能）。
- MotoGP3　2003年2月発売

2002年シーズンのMotoGPクラスを再現。収録サーキット数は15（ブルノ・サーキット、エストリル・サーキット、セパン・インターナショナル・サーキット、フィリップ・アイランド・サーキット、バレンシア・サーキットが追加）。
新たな要素として、マルチタップを用いた4人画面分割対戦、ブレーキアシスト機能が追加。本作のみの要素として、バイクのハンドル周りを写す「コックピットビュー」が存在する。本作から使用媒体がCDからDVDとなった。
- MotoGP4　2005年9月15日発売

2004年シーズンの全クラスを再現。収録サーキット数は19（パキサ・フリーウェイ、ネルソン・ピケ・サーキット、ロサイル・インターナショナル・サーキット、オリジナルのトレーニング・サーキットが追加）。
新たな要素として、ヘルメットバイザーを写すヘルメット視点、ライバルがスリップダウン、ハイサイドでクラッシュする要素が追加。
カプコンから発売。
- MotoGP 07　2007年11月1日発売

2007年シーズンのMotoGPクラスを再現。収録サーキット数は18。

## PSP版
ナムコレーベルから発売。
- MotoGP　2006年8月24日発売

2005年シーズンのMotoGPクラスを再現。収録サーキット数は8。

## GBA版
エム・ティー・オーから発売。
- MotoGP　2002年10月25日発売

## Xbox対応
マイクロソフトから発売。
- MotoGP：Ultimate Racing Technology 2

THQによるWindows版の移植。

## Xbox 360版
- MotoGP Ultimate Racing Technology (URT) 2006(THQ JAPAN)
- MotoGP™15(インターグロー)

2015年9月21日発売。

## Windows対応
THQ から発売。
- MotoGP：Ultimate Racing Technology
- MotoGP：Ultimate Racing Technology 2
- MotoGP：Ultimate Racing Technology 3

## アーケードゲーム
- 500GP 1999年稼動

ナムコよりリリースされた、MotoGPより前の最高峰クラスであった1998年シーズンのGP500クラスを再現したアーケードゲーム。使用基板はSYSTEM SUPER 23。
筐体はデラックス、スタンダード、ミニの3種類が存在し、日本ではデラックス筐体のみが稼動。いずれも1人用筐体のみだが、筐体を連結することにより最大4人までの対戦が可能。
ミック・ドゥーハンのホンダ・NSR500（レプソル・ホンダ）、阿部典史のヤマハ・YZR500（ヤマハチーム・レイニー）、青木宣篤のスズキ・RGV-Γ500（スズキ・グランプリ・チーム）を実物大で精巧に再現したバイクに跨りゲームをプレイする。なお真ん中の筐体に乗って料金を3人分払うと、3画面を1人で専有して遊べるギミックがあった。
これらのバイクにはセンサーが搭載されており、プレイヤーがバイクに伏せ込むと、空気抵抗が減り直線での最高速が上がるという、実際のGPライダーが行っている行為が再現されていた。
全17台でレースする通常モードの他に、筐体内に記録されている最速プレイヤーや開発スタッフ、開発に協力した青木三兄弟のゴーストとタイムを競うタイムアタックモードが存在。
マシン選択時に隠しコマンドを入力すると実在選手を選択してプレイできる、対戦モード以外のモードではスタート前にクレジットを投入する事でラップ数を最大20周まで増やせるといった要素もあった。
収録サーキット数は3（鈴鹿サーキット、ポール・リカール・サーキット、ヘレス・サーキット）。うち鈴鹿サーキットは最終コーナー手前のシケイン形状が非常に緩く、完全に再現が成されていない。
ナムコのPS2版『MotoGP』はこの『500GP』のリメイク移植である。
ちなみにツインリンクもてぎでのレース開催時に、発売前の本ゲームのロケーションテストを行っていたところ、当時現役ライダーのアレックス・バロスがデモプレイでドハマリし、デモプレイ終了後も一般客に混じって一日中遊んでいたという逸話がある。
- MotoGP 2007年（海外のみ）

バンダイナムコゲームスよりリリースされた大型筐体ゲーム。2006年のMotoGPクラスを再現。
筐体はデラックス、スタンダードの2種類で、いずれも2人用筐体のみ。プレイヤーが跨るバイクには特に装飾は施されていない。
日本のゲームショーに出展されたものの、当初から国内でのリリース予定は無く、海外向けとして製作された。
- MotoGP 2015年

アメリカのPlay Mechanixが開発し、Raw Thrillsよりリリースされたアーケードゲーム。2015年10月に発表され、11月開催のIAAPA Attractions Expo 2015でお披露目された。
筐体は1種類のみ。42インチ液晶ディスプレイ・顔撮影カメラを備え、筐体ディスプレイ部側面とバイク部ホイール部分にLED装飾が施されている。最大8人まで対戦可能。
日本では加賀アミューズメントが販売を担当している。